# Tshering Chhoden
Tshering Chhoden, född 6 juli 1980 i Radhi, Bhutan, är en bhutanesisk bågskytt som representerade Bhutan vid OS 2000 och OS 2004. I OS 2004 blev hon den första bhutanesen någonsin att vinna en match i bågskytte när hon slog den 11-rankade kinesiskan Lin Sang, men åkte ut i nästa runda mot Reena Kumari från Indien. Hon bar Bhutans flagga i invigningen till olympiska sommarspelen 2004. Idag arbetar hon på Bhutans bågskytteförening, och tränade den enda bågskytten från Bhutan i OS 2012, Sherab Zam.